# 2014年度電視節目欣賞指數調查
「2014電視節目欣賞指數調查」結果顯示，被評分的80個非新聞財經報道節目所獲得的總平均欣賞指數*為66.28分，平均認知率（即評分人數／收看電視總人數）為21.5%（見表一及表二）。以認知率5%或以上的非新聞財經報道節目計，本階段欣賞指數排名最高的20個節目順序為：
1. 滅癌獻愛心報母恩弘大愛祝福大會（亞視）
2. 守護生命的故事（無綫）
3. 我的家庭醫生 （港台）
4. 華人移民史-渡東瀛（港台）
5. 2014香港政情大事回顧（港台）
6. 醫護人生（港台）
7. 我的家庭醫生（港台）
8. 氣象萬千（港台）
9. 醫生與你（港台）
10. 警訊（港台）
11. 海底漫遊–華人攝影師（港台）
12. 2014國際大事回顧（無綫）
13. 獅子山下2014（港台）
14. 香港故事（港台）
15. 星期日/二檔案（無綫）
16. 新聞透視（無綫）
17. 700萬人的先鋒2（港台）
18. 使徒行者（無綫）
19. 尋找香港（港台）
20. 頭條新聞（港台）

## 外部連結
- 2014電視節目欣賞指數調查－港大民研HKUPOP（页面存档备份，存于）